# Yuqing
Yuqing (chinesisch 余庆县, Pinyin Yúqìng Xiàn) ist ein chinesischer Kreis der bezirksfreien Stadt Zunyi in der Provinz Guizhou. Er hat eine Fläche von 1.620 km² und zählt 240.000 Einwohner (Stand: Ende 2018). Hauptort ist die Großgemeinde Baini (白泥镇).

## Administrative Gliederung
Auf Gemeindeebene setzt sich der Kreis aus neun Großgemeinden und einer Nationalitätengemeinde zusammen. Diese sind:
- Großgemeinde Baini 白泥镇
- Großgemeinde Xiaosai 小腮镇
- Großgemeinde Longxi 龙溪镇
- Großgemeinde Goupi 构皮滩镇
- Großgemeinde Dawujiang 大乌江镇
- Großgemeinde Aoxi 敖溪镇
- Großgemeinde Longjia 龙家镇
- Großgemeinde Songyan 松烟镇
- Großgemeinde Guanxing 关兴镇

- Gemeinde Huashan der Miao 花山苗族乡